# Festival international du film de Transylvanie 2021
Le festival international du film de Transylvanie 2021, 20e édition du festival, se déroule du 23 juillet au 1er août 2021.

## Déroulement et faits marquants
Le 1er août 2021, le palmarès est dévoilé : le film russe The Whaler Boy de Philipp Youriev remporte le Trophée Transilvania. Le Prix du meilleur réalisateur est remis à Eugen Jebeleanu pour Poppy Field,.

## Jury
- Guillermo Arriaga, réalisateur mexicain
- Katriel Schory, producteur israélien
- Scott Coffey, acteur américain
- Maria Popistașu, actrice roumaine

## Sélection

### En compétition officielle
- Apples de Chrístos Níkou  Grèce
- Marygoround de Daria Woszek  Pologne
- Pebbles de Vinothraj P.S.  Inde
- Poppy Field de Eugen Jebeleanu  Roumanie
- Preparations to Be Together for an Unknown Period of Time de Lili Horvát  Hongrie
- La vida era eso de David Martín de los Santo  Espagne
- The Flood Won't Come de Marat Sargsyan  Lituanie
- Le Dernier Bain (O Último Banho) de David Bonneville  France
- The Pink Cloud de Iuli Gerbase  Brésil
- The Whaler Boy de Philipp Youriev  Russie
- Unidentified de Bogdan George Apetri  Roumanie
- What Do We See When We Look at the Sky de Alexandre Koberidze  Géorgie

### Film d'ouverture
- Sentimental de Cesc Gay

### Film de clôture
- Nos plus belles années (Gli anni più belli) de Gabriele Muccino

## Palmarès
- Trophée Transilvania : The Whaler Boy de Philipp Youriev
- Meilleure réalisation : Poppy Field de Eugen Jebeleanu
- Prix spécial du jury : Pebbles de Vinothraj P.S.
- Prix de la meilleure interprétation : Petra Martínez pour son rôle dans La vida era eso
- Mention spéciale : The Flood Won't Come de Marat Sargsyan
- Prix FIPRESCI : Unidentified de Bogdan George Apetri
- Prix du public : Poppy Field de Eugen Jebeleanu
- Prix d'excellence : le réalisateur Nae Caranfil
- Prix d'honneur : l'actrice Cezara Dafinescu